# クラムボン (バンド)
クラムボン（英語: Clammbon）は、原田郁子、ミト、伊藤大助による日本のバンド。1995年結成。1999年にワーナーミュージック・ジャパンからメジャーデビュー。2003年、日本コロムビアへ移籍。2015年、メジャーレーベルから離脱。

## メンバー
原田郁子（はらだ いくこ）
ボーカル、鍵盤担当。
ミト
バンドマスター。ベース、ギター、鍵盤、口笛、その他担当。
伊藤大助（いとう だいすけ）
ドラム担当。1975年12月1日生まれ。北海道札幌市出身。
ジャズ・ドラマーのような技巧派のドラムを叩く。インタビューではあまり発言しない。読書が趣味。

## 略歴
1995年
- 尚美ミュージックカレッジ専門学校のジャズ科[3]に通っていたメンバー3人が、授業内の演奏会でキャロル・キングの「You've Got a Friend」を演奏するために一時的にクラムボンの原型となるバンドを結成。演奏会終了後もこのメンバーでオリジナル曲を作り始め、南青山Ojasなどでライブ活動をスタートさせる[4]。

1997年
- 恵比寿みるくでのライブがプロデューサーS-Kenの目に止まり[4]、後に発売されるS-Kenプロデュースによるコンピレーション『Soup-Up Vol.2』に「どれだけでも」、「森渡り」という2曲のオリジナル曲で参加。

1998年
- 2月25日、ワーナーミュージック・ジャパン内のインディーズ・レーベルマージナル・ラインからミニアルバム『くじらむぼん』をリリース。

1999年
- 3月25日、1stシングル『はなれ ばなれ』でメジャー・デビュー。同年4月23日には下北沢CLUB Queにて初のワンマンライブ「Que-lammbon」を決行。7月14日には、『くじらむぼん』に収録されていた「パンと蜜をめしあがれ」を再録、2ndシングルとしてリリース。10月16日、1stアルバム『JP』リリース。同年10月24日からは、本作を引っ提げてのツアー「JP JumP JaPan tour」をスタート。主要都市、4か所4公演を行う。最終日となった渋谷公演ではミトが勢い余ってベースを破壊。また、マネージャーであるa.tがギターで参加。観客にテイ・トウワ、高野寛、キリンジ堀込高樹がいた。

2000年
- 2月、JR東日本「のんびり小町」のCMに初の書き下ろし曲が使用（同ラジオCMでもオンエアされ、のちに「のんびり」として『残暑』にカップリングとして収録）。3月18日、3000枚限定のアナログ盤『苦楽無凡』をリリース。このアイテムは現在、インターネットオークションなどで高値で取引されている。4月19日には初の両A面シングル『シカゴ/246』をリリース。こちらも全国のFMラジオ局や、スペースシャワーTVなどの音楽専門チャンネルでヘヴィー・ローテーションとなる。同シングルリリース後、原田が急病のため一時活動停止となるが、同年8月9日発売のシングル『君は僕のもの/090』で活動再開。10月25日には2ndアルバム『まちわび　まちさび』をリリース。その後、12月3日からは「clammbon tour 2000 まちわび まちさび」をスタート。前回のツアーで訪れることの出来なかった地方公演含む全8ヶ所9公演を実施。

2001年
- 5月23日、プロデュースに亀田誠治を迎えた5枚目のシングル『サラウンド』をリリース（この曲は発表から3年後の2004年に山田優出演のボーダフォン（現ソフトバンクモバイル）のCMソングとなる）。夏に短いツアー（「summer tour 2001」）を挟み、続く8月22日には6枚目のシングル『残暑』をリリース。10月11日、同じくプロデュースに亀田誠治を迎えた3rdアルバム『ドラマチック』をリリース。11月17日から同アルバムを引っ提げたツアー「Dramachikers tour'01」をスタート。

2002年
- 4月23日、過去の楽曲をリ・アレンジしたアルバム『Re-clammbon』をリリース。ゲストに坂本美雨、TOKU、田渕ひさ子などが参加。これに伴いツアーRe-clammbon Tourを実施。さらに、7月28日には日比谷野外音楽堂でのワンマンライブを実現。そして10月23日には4thアルバム『id』を発表。共同プロデュースとしてアダム・ピアースとAndy Chaseが参加。同作以降、クラムボンは楽曲製作及びレコーディングを小淵沢での合宿で実施するようになり、シングルのリリースも一切無くなる。

2003年
- 1月22日、4thアルバム『id』を引っ提げたツアー「2003 id tour」をスタート。サポートメンバーに皆川真人（キーボード）、福原将宣（ギター）を迎えての5人でのライブ。全6か所8公演を実施。また春には、8か所8公演の「2003 SPRING tour」を実施。その後、コロムビアミュージックエンタテインメントへ移籍し、7月13日には2度目の日比谷野外音楽堂ワンマンを決行。大雨の中行われたこのライブは、約3時間もの長さになった。またこの年、初めてフジロックフェスティバルにも出演。同年9月には、カートゥーン ネットワークのアニメ「クルテク〜もぐらくんと森の仲間たち〜」のオープニング曲に「アホイ!」、エンディング曲に「ドブロノッツ」という楽曲を提供。共に当時未発表の新曲。11月19日、5thアルバム『imagination』発表。

2004年
- 2月28日、ライブツアー「imagination tour 2004」をスタート。4か所4公演。5月8日、imagination tour 04〜cjammbon & clammbon」をスタート。その後、7月17日には大阪、7月19日には日比谷野外音楽堂でライブ。その後も様々のロック・フェスティバルに参加。この夏以降、メンバーはソロ活動に入ることになるが、12月19日にはLIQUIDROOM恵比寿にて、矢野顕子との対バンを実現させている。

2005年
- 3月6日、6thアルバム『てん　、』リリース。同じ作品のモノラルヴァージョンとステレオヴァージョンを2枚組でリリースするというこだわりを見せる（モノラルヴァージョンのミックスは星野誠、ステレオヴァージョンのミックスはROVOの益子樹）。その後、4月9日から「ツアー 2005　てん　、」をスタート。14か所17公演。9月4日には大阪城野外大音楽堂にて野外ライブ「残暑お見舞い申し上げます」を実施。そして、11月12日には渋谷O-Eastとduo MUSIC EXCHANGEの2会場にて、初のクラムボン主催のオールナイトイベント「sound circle」を開催した（出演・toe、manual、ヤベミルク、FOSSA MAGNA、おおはた雄一、半野喜弘、cjammbon）。

2006年
- 5月31日、初のカバーアルバム『LOVER ALBUM』リリース。6月29日から「cover, lover and tour」を行う。続く7月12日には約5年ぶりとなるシングル「THE NEW SONG」を発売。そして11月22日には、初のライブ・アルバム『3 peace 〜live at 百年蔵〜』をリリース。

2007年
- 2月19日、新木場スタジオコーストにて行われたクラムボン主催のイベント、「sound circle」にてヨ・ラ・テンゴと共演を果たし、話題となる。そして5月23日には7thアルバム『Musical』を発表。このアルバムを引っ提げて行われるツアー「tour Musical」のファイナルである日比谷野外音楽堂でのライブチケットは発売後5分で完売した。また、そのツアーを追ったドキュメンタリー映画「たゆ たう -GOOD TIME MUSIC of clammbon-」が、高木聡監督で制作された。

2009年
- 4月8日に『Re-clammbon e.p.』を配信限定で、6月3日に『Re-clammbon2』リリース。7月24日、4回目の出演にしてフジロックフェスティバル、フィールド・オブ・ヘブンのトリを飾る。8月1日に『NOW!!!』を24bit/48KHz配信限定でrecommuniよりリリース。10月10日、10周年記念ライブ「10月10日に10周年 ありが10!!!」を日比谷野外音楽堂にて開催。

2010年
- 5月19日にニューアルバム『2010』を通常のCDの他にOTOTOYでの24bit/48KHz高音質配信、アナログ盤の3タイプでリリース。tour「2010」では自前でPA機材を用意。カフェや映画館など、普段ライブ施設として使われない会場でライブを行い、これからもフットワークの軽い活動を目指すこととなった。

2011年
- 4月20日、ファンによる人気投票により収録曲が決まったベストアルバム『クラムボン -ワーナー・ベスト』、『clammbon -columbia best』をリリース。8月24日、テレビアニメ『花咲くいろは』のエンディングテーマ『はなさくいろは』をシングルでリリース[5]。国産テレビアニメとしては初の主題歌担当。このシングル1枚のみランティスからの発表。11月2日、タワーレコード限定販売によるシングル『ある鼓動』が発売。11月3日、両国国技館でのワンマンライブを開催。初のアリーナ規模での公演となった。

2012年
- 3月21日、前年「ドコガイイデスカツアー」の模様を収めたライブアルバム『3peace2』をリリース。4月4日、ライブDVD『2011年11月3日　両国国技館』をリリース。完全限定生産盤のみの発売となった。11月26日、テレビアニメ『しろくまカフェ』のオープニングテーマ『Rough & Laugh』をシングルリリース。前年に続き国産テレビアニメとしては初のオープニング曲担当。DVD付一般流通盤、タワーレコード限定流通盤、通常盤の全3種が用意された。このシングル1枚のみavex traxから発表。

2013年
- 5月22日、2枚目となるカバーアルバム『LOVER ALBUM 2』をリリース。収録曲の「幸せ願う彼方から」（テレビアニメーション『らき☆すた』のキャラクターソング）は行定勲によるプロモーションビデオが制作され、安田顕、高橋かおりらが出演した。また同日、2012年9月に開催されたライブ「YOMIURI again ＆ again!!!」の模様や小淵沢での合宿の風景を収めたドキュメンタリービデオ『えん。』をリリース。発売に先駆けて東京、大阪の映画館で1週間限定のレイトショー上映が行われた。

2014年
- 12月3日、初となるトリビュート・アルバム『Why not clammbon!?～クラムボン・トリビュート』発売。

2015年
- 2月11日、シングル『yet』発売。同日、代々木公園野外ステージでフリーライブ「クラムボン　祝!結成20周年スペシャルフリーライブat代々木公園」を開催。3月25日、アルバム『triology』をリリース。3月31日、年度末をもって日本コロムビアを離脱。11月6日、「tour triology」最終公演を日本武道館で開催。同日、ニューシングル『Slight Slight』を会場限定リリース。

2016年
- 2月4日、「clammbon 2016 mini album 会場限定販売ツアー」スタート。同会場にてミニアルバム『モメント e.p.』を会場限定発売。後にこのアルバムは"大手流通"を介さず、活動に賛同してくれる商店に"委託販売"する形で店舗販売された。

2017年
- 6月1日、ミニアルバム『モメント e.p. 2』を会場&委託販売限定で発売。

2018年
- 6月6日、ミニアルバム『モメント e.p. 3』を会場&委託販売限定で発売。

2019年
- 7月19日、アルバム『モメント l.p.』をストリーミング限定でリリース。『モメント e.p.』3部作から10曲、アニメ『異世界居酒屋〜古都アイテーリアの居酒屋のぶ〜』に提供した主題歌「Prosit!」を収録。10月4日、『JP』リリース20周年を記念し『JP』全曲再現ツアー「JP JumP JaPan tour 2019」をスタート。前後しメジャーアルバムのLPを順次リリース開始。

2020年
- 4月8日よりサブスク限定、4月29日よりダウンロードで新曲『夜見人知らず』発売。10月30日、会員制クラブ「倶楽部 凡」を運用開始。

2021年
- 3月10日、日本郵政グループに提供したCM曲『まさかね』発売。

2022年
- 7月29日、『FUJI ROCK FESTIVAL ‘22』に、出演キャンセルとなったYOASOBIのピンチヒッターとして出演[6]。前後して、テレビアニメ『ユーレイデコ』OP主題歌『1,000,000,000,000,000,000,000,000 LOVE』、挿入歌『Utopia』を配信リリース。

2023年
- 2月23日、東京ガーデンシアターにてライブ「添春編｛overture｝」を実施し、この日をもってライブ活動休止を宣言。3月10日、日本コロムビア離脱後の配信リリース楽曲を中心に収録したCDアルバム『添春編』をリリース。

## 伊藤のソロ活動
※原田郁子・ ミトの詳細は各人の記事を参照。
伊藤大助は、ミトおよびNathalie Wiseの斉藤哲也と共にFOSSA MAGNAというピアノ・トリオを結成。また、ASHとともに、LOTUS GUITARの名前でライブ活動を行っている。他に旧友のドラマー・オータコージと共にインプロビゼーション・バンドThe Sun calls Starsを結成。こちらも盛んにライブ活動を行っている。2017年にパスピエのサポートドラマーとしてライブ4本帯同。

## 作品

### シングル
|      | 発売日         | タイトル                                | 規格品番                            | 備考                                                                                 |
| ---- | -------------- | --------------------------------------- | ----------------------------------- | ------------------------------------------------------------------------------------ |
| 1st  | 1999年3月25日  | はなれ ばなれ                           | WPC7-10013                          | オリコン圏外                                                                         |
| 2nd  | 1999年7月14日  | パンと蜜をめしあがれ                    | WPC7-10029                          | オリコン最高72位                                                                     |
| 3rd  | 2000年4月19日  | シカゴ / 246                            | WPCV-10065                          | オリコン最高61位                                                                     |
| 4th  | 2000年8月9日   | 君は僕のもの / 090                      | WPCV-10093                          | オリコン最高69位                                                                     |
| 5th  | 2001年5月23日  | サラウンド                              | WPCV-10125                          | オリコン最高61位                                                                     |
| 6th  | 2001年8月22日  | 残暑                                    | WPCV-10140                          | オリコン最高89位                                                                     |
| 7th  | 2006年7月12日  | THE NEW SONG                            | COCA-50929                          | ジャケットは造形作家大槻あかねの作品 オリコン最高57位、登場回数2回                   |
| 8th  | 2009年11月11日 | あかり from HERE 〜NO MUSIC, NO LIFE.〜 | TWCA-11                             | THA BLUE HERBとのコラボレーション。 タワーレコード限定 オリコン最高24位、登場回数8回 |
| 9th  | 2011年8月24日  | はなさくいろは                          | LACM-4849                           | オリコン最高73位、登場回数2回                                                        |
| 10th | 2011年11月9日  | ある鼓動                                | TRP-10004                           | タワーレコード限定                                                                   |
| 11th | 2012年11月21日 | Rough & Laugh                           | AVCA-49969B:CD+DVD AVCA-49970:CD    | オリコン最高57位、登場回数2回                                                        |
| 12th | 2015年2月11日  | yet                                     | COCA-16978:CD HRS0007:7inchアナログ | オリコン最高41位、登場回数4回                                                        |
| 13th | 2015年11月6日  | Slight Slight                           | TRP-10006                           | 日本武道館公演 限定発売シングル                                                      |

### アルバム

#### オリジナル・アルバム
|      | 発売日         | タイトル          | 規格品番                                 | 備考 |
| ---- | -------------- | ----------------- | ---------------------------------------- | --- |
| 1st  | 1999年10月6日  | JP                | WPC7-10031                               | オリコン最高20位、登場回数4回 |
| 2nd  | 2000年10月25日 | まちわび まちさび | WPCV-10104                               | オリコン最高24位 |
| 3rd  | 2001年10月11日 | ドラマチック      | WPCV-10148                               | オリコン最高18位、登場回数3回 |
| 4th  | 2002年10月23日 | id                | WPCV-10201                               | オリコン最高58位 |
| 5th  | 2003年11月19日 | imagination       | COCP-50745                               | オリコン最高50位 |
| 6th  | 2005年3月2日   | てん 、           | COCP-50845                               | 2枚組。Disc 1はモノラルMix（ミキサー星野誠）、Disc 2はDisc 1収録曲すべてのステレオMix（ミキサー益子樹）。初回限定盤のみDVD付。 オリコン最高34位、登場回数4回 |
| 7th  | 2007年5月23日  | Musical           | COCP-51029                               | オリコン最高18位、登場回数7回 |
| 8th  | 2010年5月19日  | 2010              | COJA-9276:生産限定盤 COCP-36181:通常盤   | オリコン最高11位、登場回数7回 |
| 9th  | 2015年3月25日  | triology          | COZP-1035/6:初回限定盤 COCP-39059:通常盤 | オリコン最高13位、登場回数6回 |
| 10th | 2023年3月29日  | 添春編            | TRP-10024                                | |

#### その他のアルバム
|              | 発売日         | タイトル                       | 規格品番                                    | 備考 |
| ------------ | -------------- | ------------------------------ | ------------------------------------------- | --- |
| ミニ         | 1998年2月25日  | くじらむぼん                   | WPC6-8408                                   | オリコン圏外 |
| リ・アレンジ | 2002年4月24日  | Re-clammbon                    | WPCV-10174                                  | オリコン最高49位 |
| ベスト       | 2003年7月24日  | best                           | WPZL-30003:初回限定盤 WPCL-10013:通常盤     | 初回限定盤のみDVD付。 オリコン最高54位、登場回数3回                                                                   |
| カバー       | 2006年5月31日  | LOVER ALBUM                    | COCP-50924                                  | オリコン最高27位、登場回数5回                                                                                         |
| ライブ       | 2006年11月22日 | 3 peace 〜live at 百年蔵〜     | COCP-50962                                  | 2006年7月10日、11日の博多百年蔵でのライブを収録。 オリコン最高47位、登場回数3回                                       |
| リ・アレンジ | 2009年6月3日   | Re-clammbon2                   | COZP-364:完全生産限定盤 COCP-35574:通常盤   | 初回限定盤のみDVD付。 オリコン最高22位、登場回数4回                                                                   |
| ベスト       | 2011年4月20日  | クラムボン－ワーナー・ベスト－ | WPZL-30251:初回生産限定盤 WPCL-10922:通常盤 | ワーナーミュージック・ジャパン時代のベスト。 初回限定盤のみDVD付。 オリコン最高27位、登場回数4回                      |
| ベスト       | 2011年4月20日  | clammbon－columbia best        | COZP-505:初回生産限定盤 COCP-36678:通常盤   | 日本コロムビア時代のベスト。 初回限定盤のみDVD付。 オリコン最高24位、登場回数4回                                      |
| ライブ       | 2012年3月21日  | 3peace2                        | COCP-37264                                  | 2011年9月、「ドコガイイデスカツアー」より、それぞれ厳選した九州沖縄のライブの曲を収録。 オリコン最高50位、登場回数3回 |
| カバー       | 2013年5月22日  | LOVER ALBUM 2                  | COCP-37939                                  | オリコン最高19位、登場回数5回                                                                                         |
| トリビュート | 2014年12月03日 | Why not Clammbon!?             | COCP-38844                                  | オリコン最高78位、登場回数2回                                                                                         |
| ミニ         | 2016年02月04日 | モメント e.p.                  | TRP-10007                                   | 「clammbon 2016 mini album 会場限定販売ツアー」限定販売                                                               |
| ミニ         | 2017年06月01日 | モメント e.p. 2                | TRP-10009                                   | 「モメントツアー2017」限定販売                                                                                        |
| ミニ         | 2018年06月06日 | モメント e.p. 3                | TRP-10015                                   | 「モメントツアー2018」限定販売                                                                                        |

### 配信限定
1. Re-clammbon e.p. （2009年4月8日） - リ・アレンジアルバム。
2. NOW!!! （2009年8月1日）
3. JAPANESE MANNER e.p. （2010年4月28日）
4. 黄昏 （2010年5月19日）
5. Prosit!（2018年4月27日）
6. 夜見人知らず（2020年4月8日）
7. ウイスキーが、お好きでしょ（2020年5月4日）
8. まさかね（2021年3月10日）
9. 1,000,000,000,000,000,000,000,000 LOVE（2022年7月4日）クラムボン, DE DE MOUSE, ユーレイ探偵団
10. Utopia（2022年9月19日）
11. ピリオドとプレリュード（2023年3月1日）

### アナログ盤
1. 苦楽無凡 （2000年3月18日） - ダブミックス集、3000枚限定プレス。
2. Bass,Bass,Bass （不明） - オフィシャル通販で販売
3. Re-Re-Surround / Re-Ahoi! [ZAK Remix] （不明） - オフィシャル通販で販売
4. 2010 （2010年5月7日） - 初回限定生産。
5. yet （2015年2月4日） - HMV限定7inch、限定プレス。
6. triology （2015年3月25日）

### 映像作品
|     | 発売日         | タイトル                                                             | 規格品番                   | 備考 |
| --- | -------------- | -------------------------------------------------------------------- | -------------------------- | --- |
| 1st | 2003年7月16日  | id tour 2003.1.26 shibuya                                            | WQNL-2                     | 2003年1月26日のSHIBUYA-AXでのライブを収録。 オリコン最高297位                                               |
| 2nd | 2005年1月26日  | クラムボン 日比谷野外音楽堂                                          | SSTV-3                     | 2004年7月19日の日比谷野外大音楽堂でのライブを完全収録。 オリコン最高159位                                   |
| 3rd | 2008年5月21日  | たゆ たう -GOOD TIME MUSIC of clammbon-                              | COBA-4740                  | オリコン最高45位、登場回数3回                                                                               |
| 4th | 2012年4月4日   | 2011年11月3日 両国国技館                                             | COBA-6266                  | 完全限定生産。 オリコン最高22位                                                                             |
| 5th | 2013年5月22日  | えん。                                                               | COBA-6433                  | オリコン最高18位、登場回数3回                                                                               |
| 6th | 2014年04月02日 | clammbon music V 集                                                  | COBA-6553:DVD COXA-1075:BD | オリコン最高122位                                                                                           |
| 7th | 2017年1月25日  | 『clammbon 20th Anniversary 「tour triology」 2015.11.6 日本武道館』 | TRP-10008                  | 結成20周年アニバーサリーイヤー集大成として行われた初の日本武道館を収録。Blu-rayのみでAmazon.co.jp限定発売。 |

### 参加作品
| 発売日         | タイトル                                                                 | 規格品番                         | 収録曲                                                                        |
| -------------- | ------------------------------------------------------------------------ | -------------------------------- | ----------------------------------------------------------------------------- |
| 1997年5月8日   | Various Artists「SOUP UP vol.2」                                         | TOCT-9869                        | 3曲目「どれだけでも」 10曲目「森渡り」                                        |
| 1998年08月26日 | THE BEST OF MARGINAL LINE                                                | WPC6-8495                        | 2曲目「パンと蜜をめしあがれ」 6曲目「穴のなか」 10曲目「華香るある日」        |
| 1999年11月10日 | NEXT・ZIP-FM(スペシャルコンピレーションアルバム)                         | TOCT-24251                       | 1曲目「はなればなれ」                                                         |
| 2001年08月08日 | 北青山的13曲1000円                                                       | WPC6-10149                       | 2曲目「サラウンド」                                                           |
| 2002年01月23日 | 喫茶ロック now                                                           | FVCC-80149                       | 6曲目「090」                                                                  |
| 2002年4月17日  | Various Artists「どんなものでも君にかないやしない 岡村靖幸トリビュート」 | BOUNCE40                         | 4曲目「カルアミルク」                                                         |
| 2002年10月17日 | Groove Rock Compilation Vol.1                                            | DLCP-2001                        | 5曲目「雲ゆき」                                                               |
| 2003年10月10日 | 前略おめでとう ありがとう                                                | COAR-0026                        | 2曲目「はなれ ばなれ」                                                        |
| 2003年11月26日 | LOVE51～アイニコイ                                                       | UICZ-4087                        | 11曲目「残暑」                                                                |
| 2003年12月10日 | Various Artists「TRIBUTE TO WALKMAN」                                    | GAGH-5                           | 10曲目「dovrou noc」                                                          |
| 2004年02月25日 | Fine Time ～A Tribute to NEW WAVE                                        | KSCL-646                         | DISC2-2曲目「I'm Not A Know It All (Bow Wow Wow)」                            |
| 2004年4月21日  | Various Artists「Sweet Dreams for Fishmans」                             | NGCS-1001                        | 3曲目「ナイト・クルージング」                                                 |
| 2004年9月8日   | Various Artists「TRIBUTE TO YMO」                                        | IDCA-1018                        | 4曲目「以心電信〜You've Got to Help Yourself」                                |
| 2004年09月22日 | Beautiful Songs series Cool Beauty                                       | VICL-61495                       | 1曲目「サラウンド」                                                           |
| 2004年12月08日 | 802 HEAVY ROTATIONS ～J-HITS COMPLETE '99-'01                            | VICL-61540                       | 3曲目「パンと蜜をめしあがれ」                                                 |
| 2005年08月06日 | 「サヨナラCOLOR」～映画のためのうたと音楽～                              | FVCD-1001                        |                                                                               |
| 2006年03月29日 | 李家幽竹 フルール yuchiku selection                                      | AVCD-17819                       | 3曲目「サラウンド」                                                           |
| 2006年09月29日 | J-POP STATION                                                            | WQCQ-19                          | DISC5-9曲目「サラウンド」                                                     |
| 2007年3月21日  | Various Artists「HUSKING BEE」                                           | TFCC-86216                       | 17曲目「雲のいびき」                                                          |
| 2008年12月17日 | 手紙日和                                                                 | JPMS-2001                        | 9曲目「便箋歌」                                                               |
| 2009年05月13日 | Sense Of Wonder                                                          | YARB-001                         |                                                                               |
| 2009年10月21日 | フロム・アス・トゥ・ユー                                                 | COCP-35861                       | 18曲目「Across The Universe 」                                                |
| 2009年11月25日 | I Love You J-Ballads                                                     | WPCL-10749                       | 9曲目「サラウンド」                                                           |
| 2010年01月27日 | NO MUSIC, NO LIFE. SONGS                                                 | RZCD-46471 RZCD-46473 RZCD-46475 | 9曲目「あかり from HERE ～NO MUSIC, NO LIFE.～」                              |
| 2010年11月11日 | modal soul classics II -dedicated to...Nujabes-                          | HPD-12                           | 10曲目「Reflection eternal / clammbon with yamazaki, mino & yamane from toe」 |
| 2011年1月19日  | Various Artists「Re:TTLE CREATURES」                                     | VICL-63703                       | 10曲目「FOUR IN THE MORNING」                                                 |
| 2011年07月06日 | Let's Get Outside -MERRELL 30th Anniversary Edition-                     | HIMTC-1012                       | 4曲目「NOW!!!」                                                               |
| 2012年02月22日 | カノジョは嘘を愛しすぎてる MIX TAPE VOL,1                                | BVCL-214                         | 15曲目「GOOD TIME MUSIC」                                                     |
| 2012年03月07日 | Let's Get Outside -MERRELL 30th Anniversary Edition-                     | UVCA-3006                        | 4曲目「NOW!!!」                                                               |
| 2012年03月21日 | Happy Holidays!〜80's POPS COVERS〜                                      | AQCD-50658                       | 12曲目「以心電信 (YOU'VE GOT TO HELP YOURSELF)」                              |
| 2013年03月27日 | TWO DAYS OFF                                                             | COCP-37941                       | 7曲目「tourist on the 未来'n」                                                |
| 2015年6月24日  | Various Artists「風街であひませう」                                      | VIZL-842 VICL-64356              | 3曲目「星間飛行」                                                             |
| 2018年8月29日  | SHOWBYROCK!! Family「ENDLESS!!!!」                                       | PCCG−01710                       | 1曲目「ENDLESS!!!!」 2曲目「Eternal Unity -明日へのメロディ-」                |

## ミュージック・ビデオ
| 監督                | 曲名 |
| 伊藤桂司            | 「Bug - fughetta -」 |
| 太田好治            | 「tiny pride（Live Ver.）」 |
| 川内倫子            | 「ある鼓動」 |
| 川村ケンスケ        | 「Sooo,Quiet」「バイタルサイン from LIVE「clammbon2010『☆SUPER☆STAR☆』」」「便箋歌 from LIVE「clammbon2010『☆SUPER☆STAR☆』」」                                                                           |
| 児玉裕一            | 「SUPER☆STAR」 |
| サーフェン智        | 「NOW!!!(2010 ver.)」 |
| 迫田悠              | 「serendipity」 |
| 七里圭              | 「Aspen」 |
| 高木聡              | 「246」「Bass, Bass, Bass」「FOLKLORE」「GOOD TIME MUSIC」「Re-アホイ！」「Re-雲ゆき」「THE NEW SONG」「id」「tiny pride」「おかえり」「サラウンド」「シカゴ」「バイタルサイン」「君は僕のもの」「残暑」 |
| Doug Scharin        | 「4hands_cp_waves」 |
| 中村剛              | 「JAPANESE MANNER」(出演:相川結) |
| 野藁宗好            | 「KANADE Dance from DVD「2011年11月3日両国国技館」」 |
| 八若道洋 & 原田郁子 | 「ハレルヤ from DVD「クラムボン 日比谷野外音楽堂」」 |
| 服部一成            | 「Rough & Laugh」 |
| HIBIKI              | 「KANADE Dance」 |
| 行定勲              | 「幸せ願う彼方から」 |
| 不明                | 「Merry go round!」「のんびり」「はなればなれ」「ドギー&マギー」「パンと蜜をめしあがれ」「ロマンチック」「雲ゆき」                                                                                       |

## タイアップ一覧
| 使用年 | 曲名                                   | タイアップ                                                                                |
| ------ | -------------------------------------- | ----------------------------------------------------------------------------------------- |
| 1999年 | はなれ ばなれ                          | NHK-BS2『新・真夜中の王国』エンディングテーマ                                             |
| 2000年 | のんびり                               | JR東日本「のんびり小町」CMソング                                                          |
| 2000年 | シカゴ                                 | NHK-BS2『BEAT MOTION』エンディングテーマ                                                  |
| 2001年 | サラウンド                             | フジテレビ系『赤ちゃん金ちゃんしゃべる部屋』エンディングテーマ                            |
| 2001年 | サラウンド                             | 松下電器産業「37・M・D」CMソング                                                          |
| 2001年 | 残暑                                   | TBS系『ワンダフル』内『月極ワンダフル』テーマソング                                       |
| 2002年 | Re-残暑                                | 「東京デザイナー学院」/「東京ビジュアルアーツ」CMソング                                   |
| 2003年 | 残暑                                   | 札幌スクールオブビジネス CMソング                                                         |
| 2003年 | アホイ!                                | カートゥーン ネットワークアニメ『クルテク〜もぐらくんと森の仲間たち〜』オープニングテーマ |
| 2003年 | ドブロノッツ                           | カートゥーン ネットワークアニメ『クルテク〜もぐらくんと森の仲間たち〜』エンディングテーマ |
| 2004年 | サラウンド                             | ボーダフォン「モーニングコール」篇CMソング                                                |
| 2007年 | THE NEW SONG                           | アムモ配給映画『机のなかみ』エンディングテーマ                                            |
| 2008年 | 永訣の朝 抄                            | 角川映画配給映画『その日のまえに』主題歌                                                  |
| 2011年 | はなさくいろは                         | TOKYO MXほかアニメ『花咲くいろは』エンディングテーマ（第14話 - 第21話、第23話、第24話）   |
| 2012年 | Rough & Laugh                          | テレビ東京系アニメ『しろくまカフェ』第2期オープニングテーマ（第27話 - 第38話）            |
| 2014年 | サラウンド                             | 日本ハムグループ企業 CMソング                                                             |
| 2015年 | yet-triology ver.-                     | 文化放送『文化放送ライオンズナイター』エンディングテーマ                                  |
| 2015年 | おだやかな暮らし                       | 第一三共「トランシーノ」CMソング                                                          |
| 2015年 | yet                                    | NHK BS1『世界で花咲け！なでしこたち』テーマソング                                         |
| 2016年 | ソナタ                                 | TOKYO MXほかアニメ『彼女と彼女の猫 -Everything Flows-』エンディングテーマ                 |
| 2018年 | Slight Slight                          | JACCS「未来からの風」篇 TVCMソング                                                        |
| 2018年 | Prosit!                                | Webアニメ『異世界居酒屋〜古都アイテーリアの居酒屋のぶ〜』エンディングテーマ               |
| 2018年 | グラデーション                         | JR西日本 夏キャンペーンCMソング                                                           |
| 2018年 | まさかね                               | 日本郵政グループ CMソング                                                                 |
| 2020年 | ウイスキーが、お好きでしょ             | サントリー「角ハイボール缶」CMソング                                                      |
| 2020年 | Somewhen, Somewhere..                  | ゲームソフト「ライザのアトリエ2 〜失われた伝承と秘密の妖精〜」主題歌                      |
| 2022年 | サラウンド                             | ライオン「NONIOマウスウォッシュ つめかえ用 eco PACK」CMソング                             |
| 2022年 | 1,000,000,000,000,000,000,000,000 LOVE | TOKYO MXほかアニメ『ユーレイデコ』オープニングテーマ                                      |

## ヘビーローテーション/パワープレイ

### テレビ
| 放送年 | 曲名         | ヘビーローテーション/パワープレイ         |
| ------ | ------------ | ----------------------------------------- |
| 2000年 | 君は僕のもの | スペースシャワーTV 2000年8月度POWER PUSH! |

### ラジオ
| 放送年 | 曲名                 | ラジオヘビーローテーション/パワープレイ                      |
| ------ | -------------------- | ------------------------------------------------------------ |
| 1999年 | はなれ ばなれ        | FM-NIIGATA 1999年3月度パワープレイ                           |
| 1999年 | パンと蜜をめしあがれ | FM802 1999年7月度ヘビーローテーション                        |
| 2001年 | サラウンド           | FM NACK5「JAPANESE DREAM」2001年5月度 歴代JDグランプリ受賞曲 |
| 2015年 | yet                  | Inter FM「Hot Picks」                                        |
| 2015年 | アジテーター         | FM-N1「iMA音楽」POWER PLAY                                   |

## 出演

### ラジオ
- クラムボンをめしあがれ（1999年、広島FM） - 終了
- CROSS FM BON（2000年 - 、CROSS FM） - 終了
- クラムボン コンセルヴァトワール（2001年、InterFM） - 終了
- Radio Imagination（2003年 - 、FMヨコハマ） - 終了
- 原田郁子の胡麻味噌ズイ（2003年 - 2011年、i-radio）